# Rio Itaim (vattendrag i Brasilien, Minas Gerais)
Rio Itaim är ett vattendrag i Brasilien.   Det ligger i delstaten Minas Gerais, i den sydöstra delen av landet, 800 km söder om huvudstaden Brasília.
Omgivningarna runt Rio Itaim är huvudsakligen savann. Runt Rio Itaim är det ganska glesbefolkat, med 45 invånare per kvadratkilometer.